# P-47II MD
- P-47 II MD
- P-47IIMD

『P-47II MD』（ピーよんななツー エムディー、P-47II THE FREEDOM STAR）はジャレコが開発し、シティコネクションが2025年3月13日に発売したメガドライブおよび、メガドライブ互換機用の横スクロールシューティングゲームである。
1990年ごろにジャレコが同社のシューティングゲーム『P-47』を元に開発していた未発表作品を新作として発売したもので、第二次世界大戦を舞台にアメリカ軍機「P-47 サンダーボルト」を操縦し、日本軍が建造中の爆撃機「FUGAKU」の破壊を目指す内容となっている。
なお、本作はセガからの許諾を取得していない、ハードメーカー非ライセンス製品となっている。

## ゲーム内容
本作は、1990年ごろにジャレコが『THE FREEDOM STAR』という名称でセガ・エンタープライゼスの家庭用ビデオゲーム機「メガドライブ」向けに開発を行っていた、同社の業務用ビデオゲーム『P-47』を元にした横スクロールシューティングゲームである。本作は原作とは異なり、1人プレイ専用となっている。
第二次世界大戦の欧州と太平洋戦線を舞台にアメリカ軍の戦闘機「P-47 サンダーボルト」を操縦して、日本軍が建造中の超大型重爆撃機「FUGAKU」の破壊を目指す設定となっており、ドイツ軍と日本軍との戦いが作中で描かれている。
ゲームシステムやステージ構成は、原作の『P-47』から大幅な変更が加えられている。自機のサンダーボルトは方向ボタンと、ショットと「ハイパーボム」の2つの役割を持つボタンを使って操作する。本作は残機制とライフ制を同時に採用しており、ライフは全体攻撃と緊急回避の役割を持つ「ハイパーボム」の使用回数と共有となっている。また、ステージをクリアしたときにライフおよび「ハイパーボム」が3個以下の場合は、使用回数が回復する仕様となっている。
本作は自機が発射するメインショットに加えて、僚機「P-51」が編隊を組んで自機の攻撃を支援する攻撃システムである。僚機の攻撃は同じ種類のアイテムを続けて取ることで強化できる。なお、ライフを全て失うと兵装の強化段階と自機の速度は初期状態に戻される。
本作の音楽については一部の新規楽曲を除いて、原作である『P-47』の音楽のアレンジとなっている。

### アイテム
本作に登場するアイテムについて記述する。なお、僚機の攻撃が最強の状態かつ現在装備中の武装と同じ種類のアイテムを取ると、5,000点のボーナスとなる。
ショットパワー(P)
自機のメインショットがパワーアップする。ショットが最強の状態で取得すると5,000点のボーナス。
スピードアップ(S)
自機の移動速度が上がる。速度が最大の状態で取得すると5,000点のボーナス。
ハイパーボム(H)
ハイパーボムのストックが増える。
ボム(B)
僚機から対地攻撃用の爆弾を下方向に投下する。
ツインショット(T)
自機の上下に僚機が展開し、上下斜め方向に広範囲をカバーするショットを放つ。
ミサイル(M)
自機の上下に展開した僚機から、敵を誘導するロケットを発射する。
ガード(G)
僚機の周囲に敵弾を防ぐエネルギーフィールドを発生、フィールドを直接当てる事で敵を攻撃する事も可能。レーザーや火炎放射などは防げない。
1UP
残機が一つ増える。

### ステージ構成
本作のステージについて記述する。ステージ数は全6面で、1面と2面はドイツ軍との戦いが描かれており、3面から6面は主に日本軍との戦いが描かれている。最終目的である「FUGAKU」との戦いは、6面で描かれる。
ステージ1
- ヨーロッパ戦線の山岳地帯にて、独軍前線基地への攻撃を行う。
  - ボス:巨大装甲車両 "VALHARA"

ステージ2
- ノルウェーの独軍占領地での戦い。地上物の登場しない空中戦ステージとなる。
  - ボス:大型戦闘飛行船 "GUNFISH"

ステージ3
- 日本軍の連合艦隊の中に発見された、未確認の部隊への攻撃。海上戦となり、中ボスとして潜水艦が登場する。
  - 超弩級戦艦 "YAMATO"

ステージ4
- 地上物の登場しない高空ステージ。雲海の中に入ると一瞬視界が悪くなる。
  - ボス:飛行型試作空母 "AKAGI-2"

ステージ5
- 日本軍の秘匿工廠施設への攻撃。洞窟の地形が行く手を阻み、更にそこに砲台やトラップが設置されている。
  - ボス:移動式武装ガントリー

ステージ6
- 工廠から脱出した「FUGAKU」を追撃する。地上物の登場しない空中戦ステージで、護衛部隊と戦った後「FUGAKU」と相まみえる。
  - 超大型試作重爆撃機 "FUGAKU"

## ストーリー
舞台は1943年、太平洋戦線で敗色濃厚となっていた日本軍は、その戦況を打破するため、実戦投入が可能な超重量級の試作爆撃機「FUGAKU」の建造を急いでいた。
アメリカ軍はその情報を入手し、「FUGAKU」を破壊するため、欧州戦線で勇敢に戦っていた「フリーダム・スター」を太平洋戦線に送り込んだ。
上空では、強敵を相手に「グレート・サンダー」の名が再び轟こうとしていた。

## 発売経緯
本作はジャレコのメガドライブ参入第1弾として、極秘裏に開発が行われて完成まで至っていたが、任天堂の家庭用ビデオゲーム機「スーパーファミコン」の発売による方針転換によって未発売となり、長年お蔵入りの状態となっていた。
その後、ジャレコの権利を継承したシティコネクションが本作のROMを譲り受け、2015年に本作で使われた音楽をサントラCDに収録して発売したほか、2016年に同社が開催した「ジャレコ展」などで本作を試遊可能な状態で展示していた。
それと並行して、2016年ごろからシティコネクションは本作のカートリッジ媒体による製品化についても検討を行っており、2025年3月13日にメガドライブ用カートリッジ『P-47II MD』（セガ非ライセンス商品）として日本で発売されるに至った。その発売にあたっては、パッケージデザインとして加藤単駆郎によるイラストを新たに採用している。
また、北米と欧州地域でもRetro-bitによって、北米版ジェネシス、欧州版メガドライブ、およびその互換機用カートリッジとして、2025年初頭に受注販売が行われた。

## 評価
クラシックゲーム専門のニュースサイト『Time Extension』によるレビューで、本作は7点（満10点）を獲得した。レビューでは、出現する敵の種類が少ないことや、メガドライブの作品群の中でも1990年に開発を終えた古い作品であることなどを理由に、メガドライブ最高峰のシューティングゲームとはいえない凡庸な出来と評したが、期待外れでもないとも記載している。ラスタースクロールを駆使した背景や、ボス戦については一定の評価を与えている。

## 開発
本作は日本マイコン開発が開発した業務用ビデオゲーム版・PCエンジン版『P-47』とは異なり、ジャレコ自身が開発を行った。
企画は『E.D.F.』や『ゲーム天国』を手がけた荒井正広が担当し、メインプログラムは『プラスアルファ』のメインプログラマーが担当した。サウンドプログラム、データの作成および編曲は内田哉が担当し、FM音源によるスネアの音色、本作の新規楽曲の作曲については多和田吏が担当した。
本作の開発チームについて荒井は、プログラマーを除いて新人と若手中心の構成となっていたと述べている。本作の開発終了後に、開発チームはスーパーファミコン版『スーパーE.D.F.』の開発に移行した。
本作は『E.D.F.』と並んで、荒井が初めて企画を担当した作品であった。荒井によると、本作の開発は『P-47』メガドライブ移植版の開発の要請を受けて始まり、『E.D.F.』と並行して別チームによって開発が進められたとのことである。開発にあたっては攻略パターンなどの移植の再現性の問題や、業務用版に近いPCエンジン版がすでに存在したことを背景に、『P-47』の内容を大幅にアレンジする方針に決まり、1年弱の期間をかけて開発が行われたという。難易度に関しては家庭用という性質から、高難易度で知られる『E.D.F.』とは異なり、誰でもクリアできるような難易度に調整したと述べている。
また、面の構成や敵の挙動に関しては、従来の開発ではプログラマーが企画などからの依頼を受けて調整していたものを、本作および並行開発していた『E.D.F.』では、PC-98上で動作する敵の軌道やアルゴリズム・配置を設定できるツールを開発してもらい、企画およびデザイナー主導で調整できるようにしたという。その結果、開発の効率化につながったと荒井は述べている。
内田は本作のサウンドの開発がジャレコ入社後の初仕事であった。本作の開発当時、ジャレコ唯一のサウンド担当者であった多和田が多忙だったため、原作『P-47』の楽譜データを元に、内田が開発したサウンドドライバへのデータの変換作業についても行ったと述べている。本作のサウンドドライバの開発にあたっては、音色切り替えを先読みしてタイミングをずらして負荷を分散するなどの処理落ちを防ぐ工夫を行ったという。　
また、本作で使用されたFM音源の音色に関しては、同社が業務用基板で使用していたヤマハのFM音源LSI「YM2151」用の音色データを含む約1,000個の音色ライブラリから、メガドライブに搭載された「YM2612」用データへの変換を行い、微調整を行った上で楽曲データに割り当てたと述べている。

## 関連作品
- USAAF ムスタング - 1990年にUPLが発売した[27]、第二次世界大戦を舞台に米軍の戦闘機「P-51D ムスタング」を操縦し、日本軍およびドイツ軍と戦う横スクロールシューティングゲーム[27][28]。NMKから許諾を受けて[29]、同作のメガドライブ版『ファイアームスタング』を1991年にタイトーが発売している[30]。
- P-47 ACES - 1995年にジャレコが発売した『P-47』の続編[31]。ジャレコ開発の『P-47II MD』とは異なり、原作『P-47』の開発元であるNMKが開発した続編となっている[32]。